# Pura (île)
Pour les articles homonymes, voir Pura.
Pura est une île faisant partie de l'archipel d'Alor, Kabupaten d'Alor dans les Petites îles de la Sonde orientales en Indonésie.
Elle est située entre les îles de Pantar et d'Alor. Sa superficie est de 27,84 km2, son point culminant, d'origine volcanique, est de 986 m. Sa population en 2016 est de 5 351 habitants.
L’île est accessible en bateau à moteur depuis Alor, le trajet prenant environ 50 minutes.